# Kinotavr 2012
Le Kinotavr 2012, 23e édition du festival, s'est déroulé du 3 au 10 juin 2012.

## Déroulement et faits marquants
Le film I'll be around de Pavel Rouminov remporte le Grand Prix, Vassili Sigarev remporte le Prix de la mise en scène pour Vivre et le Prix du meilleur premier film est remis au film The Daughter d'Alexander Kasatkine et Natalia Nazarova.

## Sélection

### En compétition
- I'll be around de Pavel Rouminov
- Le Transfèrement ou Le convoi (Конвой) d'Alexeï Mizguirev
- Kokoko d'Avdotia Smirnova
- Vivre (Жить, Jit) de Vassili Sigarev
- The Daughter d'Alexander Kasatkine et Natalia Nazarova
- Récits (Рассказы) de Mikhaïl Segal
- Slut de Dmitri Suvorov

## Palmarès
D'après le site kinotavr.ru. 
- Grand Prix : I'll be around de Pavel Rouminov.
- Prix de la mise en scène : Vassili Sigarev pour Vivre (Жить, Jit).
- Prix du meilleur premier film : The Daughter d'Alexander Kasatkine et Natalia Nazarova.
- Prix du meilleur acteur : Azamat Nigmanov pour son rôle dans Le Convoi.
- Prix de la meilleure actrice : Anna Mikhalkova et Yana Troyanova pour leurs rôles dans Kokoko.
- Prix du meilleur scénario : Mikhaïl Segal pour Récits (Рассказы).
- Prix de la meilleure musique : Alexander Manotskov pour Récits (Рассказы)[réf. nécessaire][pas clair].
- Prix spécial du jury : Slut de Dmitri Suvorov.